# Архиепархия Трнавы
Архиепархия Трнавы (лат. Archidioecesis Tyrnaviensis) — архиепархия Римско-католической церкви c центром в городе Трнава, Словакия. Архиепархия Трнавы входит в митрополию Братиславы. Кафедральным собором архиепархии Трнавы является собор святого Иоанна Крестителя.

## История

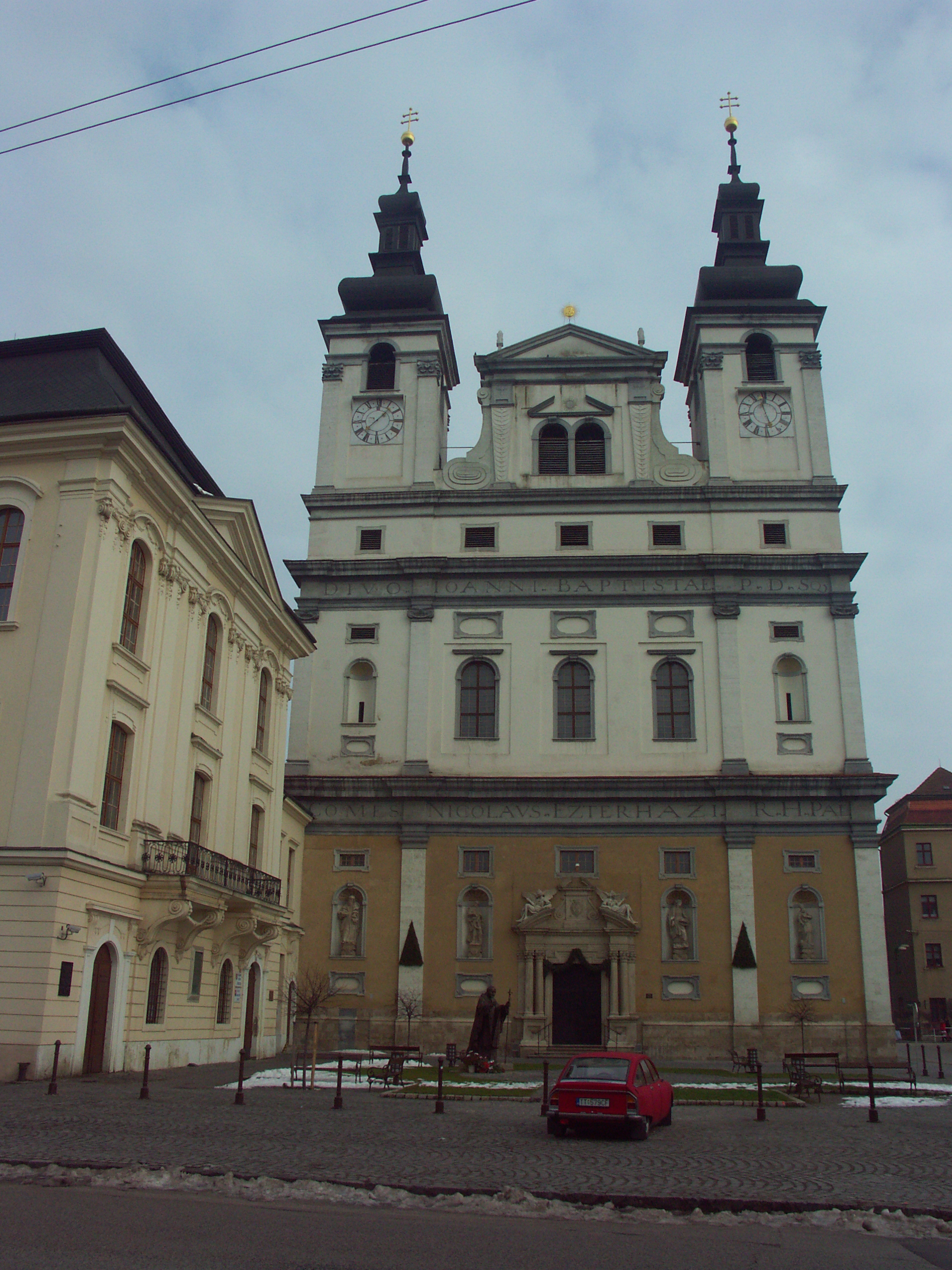
Собор святого Иоанна Крестителя

После занятия в конце XVII века Оттоманской империей Королевства Венгрии епископ Эстергома перевёл свою кафедру в город Трнаву. С тех пор до образования в 1922 году апостольской администратура Трнавы епископ Эстергома носил титул епископа Трнавы.
29 мая 1922 года Святой Престол учредил апостольскую администратуру Трнавы, выделив её из архиепархии Эстергома.
30 декабря 1977 года Римский папа Павел VI выпустил буллу Qui divino consilio, которой возвёл апостольскую администратуру Трнавы в ранг архиепархии, которая стала первой словацкой архиепархией.
31 марта 1995 года Святой Престол выделил из митрополии Трнавы епархии Спиша, Рожнявы и Кошицы (стала архиепархией). В этот же день архиепархия Трнавы была переименована в архиепархию Трнавы-Братиславы.
14 февраля 2008 года в связи с реорганизации церковных структур в Словакии архиепархия Трнавы-Братиславы передала часть своей территории новой епархии Банска-Быстрицы и епархии Нитры. Также архиепархия Трнавы-Братиславы была разделена на две архиепархии Трнавы и Братиславы. Архиепархия Трнавы вошла в новую митрополию Братиславы.

## Ординарии архиепархии
- епископ Павол Янтауш (29,05.1922 — 29.06.1947);
- епископ Амброз Лазик (8.06.1947 — 20.04.1969);
  - Sede vacante (1969—1989)
- архиепископ Ян Сокол (26.06.1989 — 18.04.2009);
- архиепископ Роберт Безак (18.04.2009 — 2.07.2012);
  - епископ Ян Оросх (2.07.2012 — 11.07.2013) — апостольский администратор;
- архиепископ Ян Оросх (11.07.2013 — по настоящее время).

## Источник
- Annuario Pontificio, Libreria Editrice Vaticana, Città del Vaticano, 2003, ISBN 88-209-7422-3
- Булла Qui divino consilio, AAS 70 (1978), стр. 275 Архивная копия от 3 марта 2013 на Wayback Machine  (лат.)